# Józef Lenartowicz (inżynier)

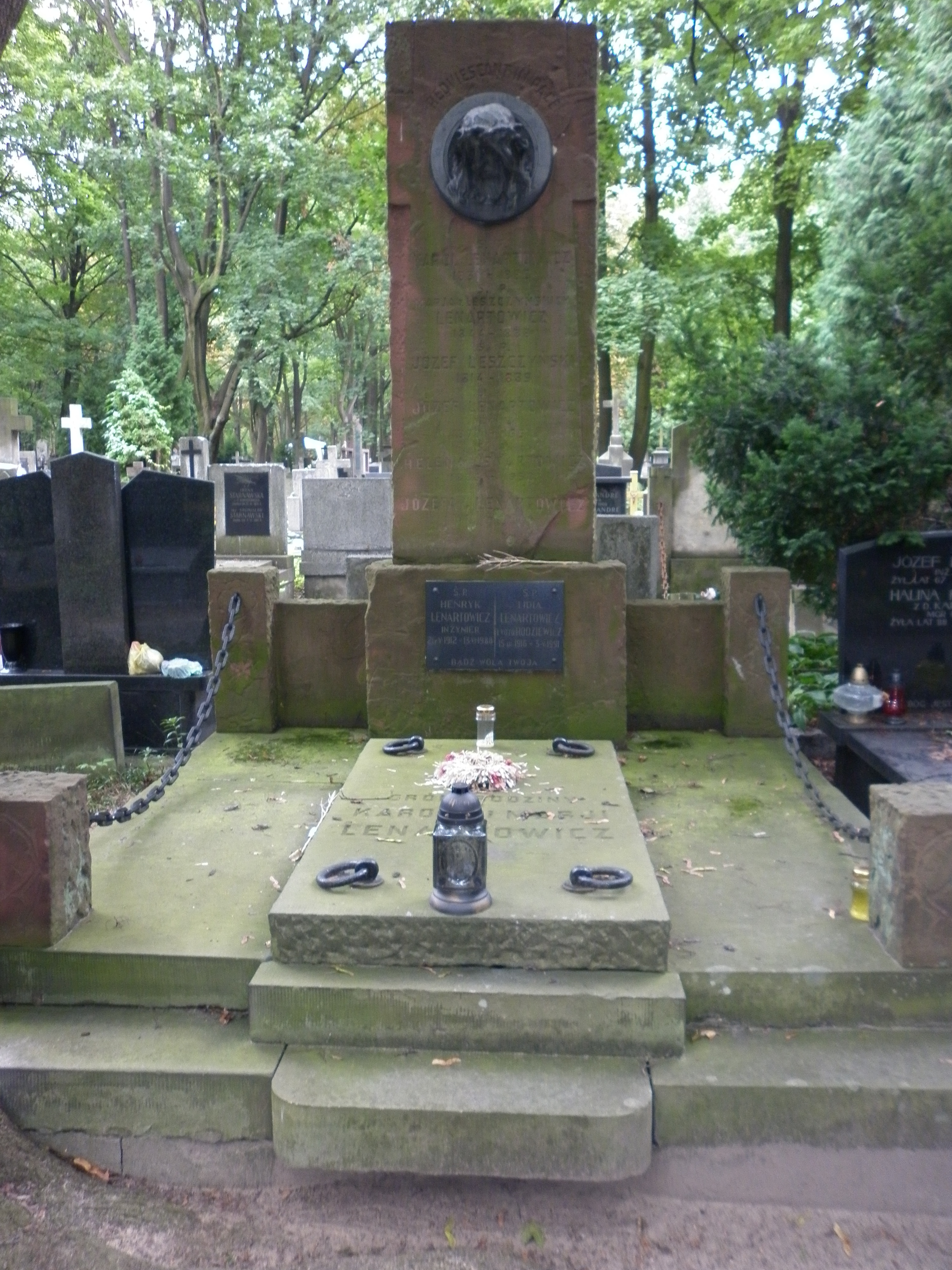
Grób Józefa Lenartowicza

Józef Lenartowicz (ur. 10 września 1870,  zm. 4 kwietnia 1951 r. w Warszawie) – profesor Politechniki Warszawskiej, inżynier elektryk, projektant systemów komunikacyjnych.
Od 1905 do 1934 roku pełnił funkcję naczelnego inżyniera budowy warszawskiej sieci tramwajów elektrycznych. Zaprojektował elektrownię tramwajową na warszawskiej Woli. Józef Lenartowicz był profesorem Katedry Komunikacji Miejskiej Politechniki Warszawskiej, w 1925 roku zainicjował opracowanie projektu linii metra w Warszawie. W latach 1927–1938 sprawował funkcję kierownika prac koncepcyjnych, projektowych i wiertniczych planowanej kolei podziemnej. W latach 30. XX wieku kryzys gospodarczy zatrzymał prace nad budową metra, ale zespół kierowany przez prof. Lenartowicza nie przerwał prac projektowych, podczas których powstało około 200 projektów studialnych i 18 prac dyplomowych dotyczących warszawskiego metra. Po śmierci spoczął na cmentarzu Powązkowskim w Warszawie (kwatera 203-6-7/8).
Odznaczony Krzyżem Oficerskim Orderu Odrodzenia Polski (1929).